# 皇家飯
《皇家飯》是1986年上映的一部香港警匪片，由李修賢自編自導，並與成奎安合作領銜主演。電影配角之一龍銘恩第23屆金馬獎憑本片獲提名最佳男配角，成奎安亦憑本片同時獲提名第6屆香港電影金像獎最佳男配角，成奎安亦憑本片在電影界成名。

## 劇情
在深夜裏，Anna（麥翠嫻 飾），和男友在車裏約會，但卻被三名匪徒發現，其中一位匪徒更向Anna進行施暴這幕巧合被熱心市民阿健（龍銘恩 飾）看到，他憑一己之力把所有匪徒擊倒，Anna連忙向他說感謝後離開了。不久，事件傳到警方裏，負責人陳sir（李修賢 飾）帶領下屬阿文（黃栢文 飾）向Anna問話，她得知要只供出自己的救命恩人，那名救命恩人便會被捕並入獄，所以Anna不肯說。之後，警方接到一宗銀行搶劫案，警方到場後卻發現一名匪徒被開槍打死，打死那名匪徒的人便是同夥老虎（王俊棠 飾），他有一名夥伴名叫壞腦（成奎安 飾）。壞腦性格脾氣暴躁，但腦袋卻短路。陳Sir在多次追捕下都失敗，下屬阿文更因公殉職，這令陳Sir發誓要把老虎及壞腦捉拿歸案......

## 演員
| 演員   | 角色   | 粵語配音 | 備註                     |
| 李修賢 | 陳sir  | 黃志成   | 重案組幫辦               |
| 麥翠嫻 | Anna   | 盧素娟   |                          |
| 黃栢文 | 阿文   | 林保全   | 陳sir之下屬              |
| 龍銘恩 | 阿健   | 楊捷康   | 前飛虎隊成員，患有躁狂症 |
| 王俊棠 | 老虎   | 張炳強   | 區內幫派成員             |
| 成奎安 | 壞腦   | 馮永和   | 區內幫派成員             |
| 張武孝 | 老鼠   | 羅君左   |                          |
| 盧惠光 | 阿剛   |          | 陳sir之下屬              |
| 林國斌 | 阿Ben  | 陳欣     | 陳sir之下屬              |
| 吳海添 | 程警官 | 楊捷康   | 陳Sir之上司              |
| 田啟文 | 外賣仔 |          |                          |
| 鄭家生 | 的士佬 | 陳欣     |                          |

## 獎項
| 年份 | 頒獎典禮            | 獎項       | 名字   | 結果 |
| ---- | ------------------- | ---------- | ------ | ---- |
| 1986 | 第23屆金馬獎        | 最佳男配角 | 龍銘恩 | 提名 |
| 1987 | 第6屆香港電影金像獎 | 最佳男配角 | 成奎安 | 提名 |

## 外部連結
- 香港影庫上《皇家飯》的資料（繁體中文）
- 開眼電影網上《皇家飯》的資料（繁體中文）
- 豆瓣电影上《皇家飯》的資料 （简体中文）
- 互联网电影数据库（IMDb）上《皇家飯》的资料（英文）